# Павел Сираков
Павел Димитров Сираков е български народен певец, изпълнител на граовски песни. Някои от най-емблематичните му песни са „Кацнал бръмбар на трънка“, „С кол е баба врата запиняла“ и други. Негов син е Румен Сираков – един от най-изтъкнатите изпълнители на тамбура в България.

## Биография
Павел Сираков е роден в семейство на потомствен майстор на народни инструменти и наследява музикалността си от майка си Добренка и баба си Зара, известни певици от Радомирския край. Завършва училището по дървообработване в София и дълго време ръководи дървообработвателно предприятие. Макар и късно, през 1961 г., се завръща към музиката, след като негови изпълнения биват случайно чути от главния редактор на редакция „Народна музика“ в БНР Георги Бояджиев. Междувременно синът му Румен вече се е наложил като професионален музикант и вече е правил записи в радиото.
След тази среща Сираков прави множество радиозаписи: „Болен ми лежи млад Стоян“, „Кацнал бръмбар на трънка“, „С кол е баба врата запиняла“, „Станке ле, голем гяволо“, „Я послушай, майко“, „Ветре, клех те“, „Юнак кара през гора зелена“, „Марко жали за рожба“, „Една беше Вела мома“, „Събрали се три щурци“, „Гинка в градинка“. Репертоарът му съдържа около 200 песни, част от които са изцяло негово авторско дело. Дълги години Сираков пътува из България заедно с най-добрите народни музиканти – Гюрга Пинджурова, Борис Машалов, Борис Карлов и други. Става известен със своята музикалност, самобитен глас и чувство за хумор, което често влага в песните си. Изпълненията му са атрактивни – пее и свири на дудук, двоянка и още много инструменти, на които свири от детството си. 
Във Фонда на БНР се съхраняват и унгарски варианти на негови песни, изпети от известния певец и фолклорист Ференц Шебьо. Павел Сираков е носител на първа награда на едно от изданията на Балканския конкурс за народна музика в Нови Сад.

## Дискография

### Малки плочи, издадени от Балкантон
- „Павел Сираков с нар. инстр. група“ – 2613
- „Изпълнения на Павел Сираков“ – 5671
- „Изпълнения на Павел Сираков“ – ВНМ 6243
- „Павел Сираков“ – ВНМ 6480 (1972)
- „Павел Сираков“ – ВНК 3339 (1977)

### Дългосвирещи плочи, издадени от Балкантон
- „Павел и Румен Сиракови“ – ВНА 1589 (1977)